# Slaapmat

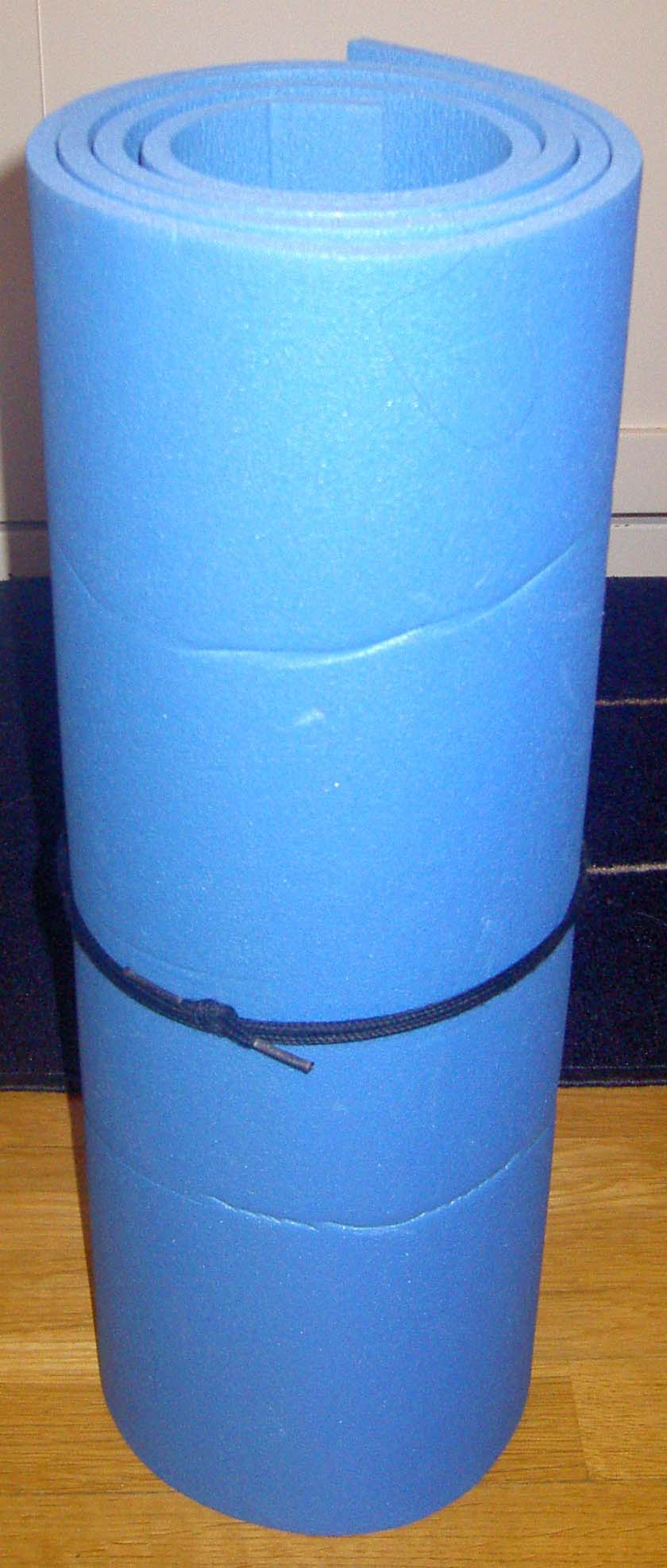
Moderne slaapmat van polyetheenschuim.

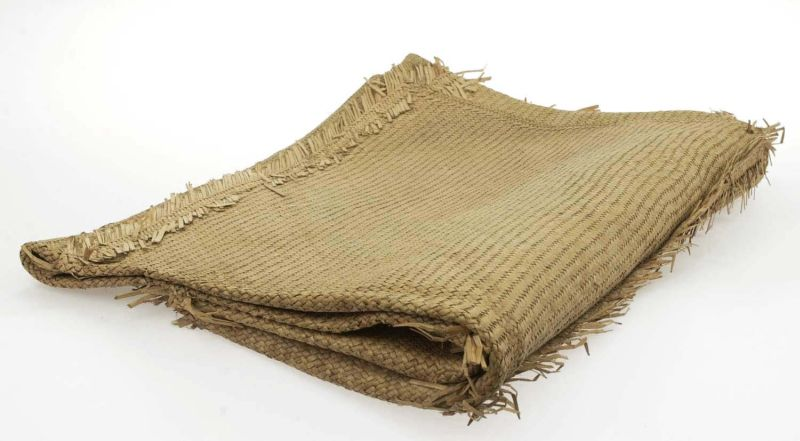
Klassieke slaapmat van plantenvezels

Een slaapmat is een dunne oprolbare matras die op reis kan worden meegenomen en met name wordt gebruikt door kampeerders en rugzaktoeristen. 
Het slaapmatje zorgt voor warmte-isolatie en beschermt tegen scherpe voorwerpen zoals steentjes. Dikkere slaapmatjes zorgen ook voor comfort. 
Een sterk op de slaapmat lijkend alternatief voor kampeerders en rugzaktoeristen is het zelfopblazende luchtbed. Er bestaan echter ook zelfopblazende slaapmatten en slaapmatten waaraan de slaapzak reeds zit bevestigd.